# Riciclaggio della carta

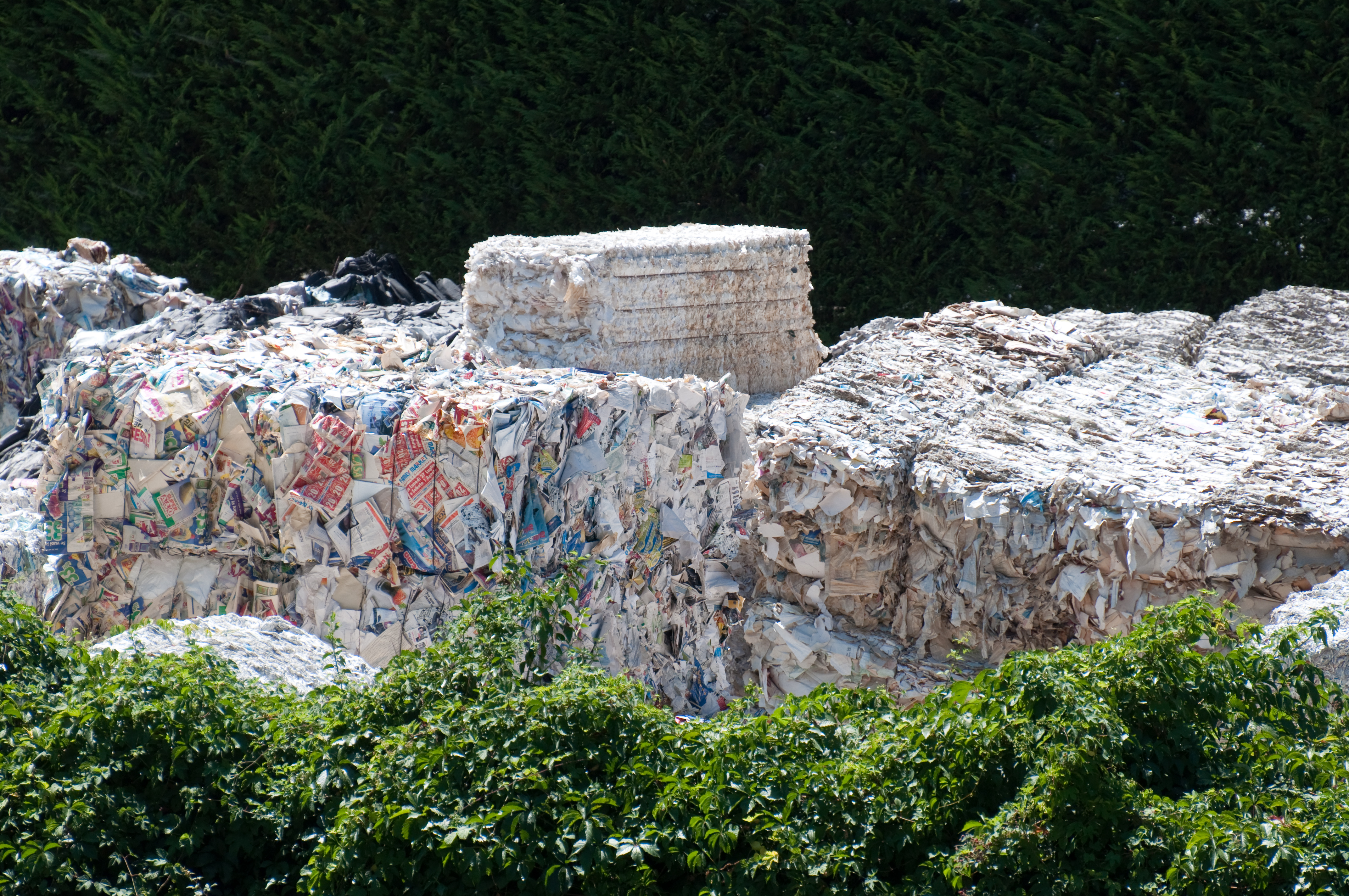
Carta usata in attesa di essere riprocessata.

Il riciclaggio della carta (o riciclo della carta)(da cui parte il Ciclo della carta) è un settore del riciclaggio dei rifiuti. Il simbolo Unicode della carta riciclata è ♼  , quello della carta parzialmente riciclata ♽.
Gli impieghi fondamentali, civili e industriali, della carta, sono:
- sostegno fisico per la scrittura e la stampa;
- imballaggio: carta e cartone da imballaggio, che rappresentano il consumo maggiore (del 37%), con varie caratteristiche;
- cartone ondulato;
  - cartoncino per astucci pieghevoli;
  - carta utilizzata per sacchi e sacchetti, con varie proprietà: resistente, fragile, filtrante, oleata, cerata, morbida, dura, assorbenti;

Si tratta di prodotti di uso universale, con indici crescenti di produzione e di domanda, il cui utilizzo ha una forte e diffusa produzione di rifiuti.

## Produzione
Come tutti i rifiuti, la carta pone problemi di smaltimento. La carta è, però, un materiale riciclabile, poiché la cellulosa che contiene può essere sottoposta a ripetuti cicli di lavorazione. La carta recuperata può essere trattata e riutilizzata come materia secondaria per la produzione di nuova carta. La raccolta differenziata della carta riguarda tutti i vari prodotti di carta.
Partendo dalla fibra del rifiuto cartaceo, circa il 80% viene trasformato in nuova carta. Rispetto ad altre produzioni, quindi, il macero comporta grandi risparmi energetici, idrici e di legname.
Infine, la carta riciclata che non ha più la consistenza sufficiente per produrre altra carta può essere utilizzata come combustibile per produrre energia.
La trasformazione della carta da macero in materia prima avviene in varie fasi:
- raccolta e stoccaggio;
- selezionamento, per separare le fibre utilizzabili con le diverse tipologie di carta da macero. Il valore tecnico ed economico del materiale aumenta quanto più definita è la selezione per tipologia e qualità: solitamente il processo di selezione è meccanico, una selezione più spinta deve essere eseguita a mano, facendo scorrere la carta sopra un nastro trasportatore, con operatori manuali che la dividono per tipologia;
- pressatura e legatura in balle; queste, inviate alle cartiere, subiscono il processo di riciclo vero e proprio;
- sminuzzamento;
- sbiancamento per eliminare gli inchiostri: decolorazione;
- riduzione in poltiglia con aggiunta di acqua calda;
- affinamento: dall'impasto vengono sottratte le impurità e le scorie, fino a separare la pasta di cellulosa;
- aggiunta di cellulosa vergine, in proporzioni diverse a seconda dell'utilizzo futuro.

A questo punto del ciclo, la cellulosa contenuta nella carta-rifiuto è ritornata ad essere una materia prima pronta a rientrare nel ciclo di produzione.
La macchina cosiddetta “continua” provvede infine a stendere, disidratare, pressare l'impasto, con il passaggio attraverso vari rulli, fino all'avvolgimento finale in bobine, da inviare alle cartotecniche, dove la carta viene trasformata ulteriormente per ottenere i nuovi imballaggi e prodotti finiti.

## Applicazioni
Il riciclaggio della carta comprende varie tipologie di prodotti, che vanno dai giornali e riviste, libri, quaderni e opuscoli, ai sacchetti, imballaggi in cartone, alle scatole per alimenti, per detersivi o scarpe, fino alle fascette di carta dei vasetti di yogurt e bevande.
Non deve essere conferita carta contaminata da sostanze putrescibili o tossiche, fazzoletti/ tovaglioli di carta, o che contenga altri materiali non cellulosici (punti metallici, plastica..).
Anche la carta di qualità elevata (ad esempio, da disegno o per fotocopie) può essere prodotta con carta riciclata.

## I benefici e i costi del riciclaggio
Dal punto di vista economico, il riciclaggio è meno costoso dell'incenerimento.
Infatti, il costo dell'incenerimento di una tonnellata di rifiuti varia, a valle dei costi di raccolta e secondo l'impianto, tra 96 e 192 euro a tonnellata, mentre il trattamento della carta straccia costa tra 64 e 96 euro a tonnellata.
È ovvio che la carta riciclata non produce un pari peso di carta "nuova" (sicché per fare una tonnellata di carta nuova ci vuole normalmente - e comunque in misura variabile a seconda degli impianti e del prodotto fabbricato - anche una certa percentuale di cellulosa fresca, proveniente da alberi), e che il procedimento ha i propri costi - economici, energetici e di inquinamento.
Inoltre il riciclo è essenziale anche dal punto di vista ambientale. Infatti la deforestazione, specialmente delle foreste primarie, è stata riconosciuta al COP 21 tra le principali cause del riscaldamento globale. Spesso nelle fasce tropicali al taglio a raso segue il drenaggio e l'incendio delle torbiere. Malgrado sia una pratica vietata, la torba contenuta nel suolo viene regolarmente bruciata, per consentire la conversione di questi terreni in piantagioni industriali solitamente per la produzione di olio di palma e polpa di cellulosa. Le foreste torbiere indonesiane contengono una quantità di carbonio che supera di un terzo quella contenuta nell'atmosfera a livello globale, motivo per cui è fondamentale salvaguardarle. L'Italia è il maggior acquirente europeo di cellulosa indonesiana, cellulosa quindi proveniente dalla deforestazione in Indonesia. 
Oltre a combattere il cambiamento climatico la carta riciclata consente di far diminuire il disboscamento, prevenire l'erosione del suolo, preservare i bacini idrici e proteggere la biodiversità. Dal punto di vista umanitario la carta riciclata consente di preservare foreste che ospitano e sostengono centinaia di milioni di indigeni. Si stima che 1,6 miliardi di persone siano fortemente dipendenti dalle foreste. Il riciclaggio della carta permette dunque di preservare innumerevoli culture.
- il costo della materia prima riciclata è notevolmente più basso di quello della pasta di legno, i relativi scarti possono essere utilizzati come combustibile cogeneratore del vapore necessario al processo di fabbricazione, e la produzione è meno inquinante;
- il riciclaggio riduce la quantità di rifiuti da trattare, i relativi costi di stoccaggio, lo spreco di spazio da destinare allo stoccaggio medesimo, l'inquinamento da incenerimento, e ovviamente il consumo di alberi vivi (anche se gli alberi impiegati per la produzione della carta provengono da vivai a coltivazione programmata dove vengono periodicamente tagliati e ripiantati).

Numerose associazioni ambientaliste tra cui il WWF sostengono il riciclo, soprattutto della carta. Greenpeace ha inoltre creato numerosi progetti come "editori amici delle foreste" e "deforestazione zero".
Per produrre una tonnellata di carta riciclata anche se non viene abbattuto nessun albero vengono utilizzati 2700 kWh di energia elettrica e 1,8 metri cubi d'acqua, risparmiando 4 100 kWh di energia elettrica, 26 metri cubi d'acqua e l'emissione di 27 chili di CO2.

## Cosa conferire nella carta
- fogli di carta o cartoncino
- giornali e riviste
- libri, quaderni, diari, agende
- post it
- calendari (senza spirale metallica)
- sacchetti in carta (senza finestra in plastica)
- borse in carta (senza manici in corda)
- astucci in cartoncino (pasta, cereali, etc.)
- fascette in cartoncino
- rotoli in cartoncino di carta igienica, carta assorbente o pellicola alimentare
- scatoloni (aperti)
- cartoni della pizza puliti
- espositori in cartone
- interfalda
- carta da pacchi
- fustini dei detersivi vuoti
- buste da lettera (non imbottite)
- sacchi di cemento vuoti
- pacchetti di sigarette, gomme o caramelle (senza film plastico)
- piatti, bicchieri e vassoi in materiale cartaceo, senza residui di cibo
- gratta e vinci
- biglietti dei mezzi pubblici, cinema, teatro, musei, ecc.
- poliaccoppiati a prevalenza carta (> 60%) che abbiano superato i test di riciclabilità (viene indicato sulla confezione)
- contenitori in Tetrapak (solo se previsto dal sistema di raccolta del comune)

## Cosa non conferire nella carta
- scontrini, solitamente composti da carta termosensibile[2]
- cartone della pizza sporco
- carta sporca di cibo o sostanze chimiche
- carta da forno
- carta oleata
- carta fotografica
- carta da lucido
- carta carbone
- pellicola trasparente
- carta stagnola
- fazzoletti di carta
- tovaglioli di carta
- carta igienica
- carta assorbente
- salviette umidificate
- nastro adesivo, carta adesiva ed etichette
- poliaccoppiati con percentuale di carta inferiore al 60% (viene indicato sulla confezione di conferire nell'indifferenziato)
- sacchetti in plastica o bioplastica